# Burgstall Haideck
Der Burgstall Haideck ist eine abgegangene Spornburg östlich des Weilers Haideck, heute eingemeindet nach Oberkotzau im Landkreis Hof. Damit zählt der Burgstall zu den Bodendenkmälern in Oberkotzau.
Die Burg wurde als Vorwerk des Stammsitzes der Familie von Kotzau errichtet. Sie wurde 1335 oder 1337 in einer Fehde gegen die Reichsstädte, vor allem gegen Eger, zerstört und galt danach als wüstes Schloss. Die Hussiten zerstörten einen offenbar wiederaufgerichteten Turm. 1540 wurden Steine für Bauten in Oberkotzau abtransportiert. 1607 brannte ein Schlösslein unterhalb des Burgstalls ab, es wurde wenig später wieder errichtet. Besitzer waren u. a. die Zedtwitz, die Müffling und mehrfach die Hohenzollern als Burggrafen, Markgrafen und Freiherren von Kotzau.
Der Burgstall liegt auf einem 568 m ü. NN hohen Felsplateau des Haidberges. Das Plateau hat ein starkes Gefälle und ist im Westen und Osten zwingerartig durch Felsen geschützt. Im Westen befindet sich auch der Zugang. Die bisher nicht näher erkundete Plateauoberfläche weist deutliche Bodenunebenheiten auf, Spuren eines Walles sind erkennbar.

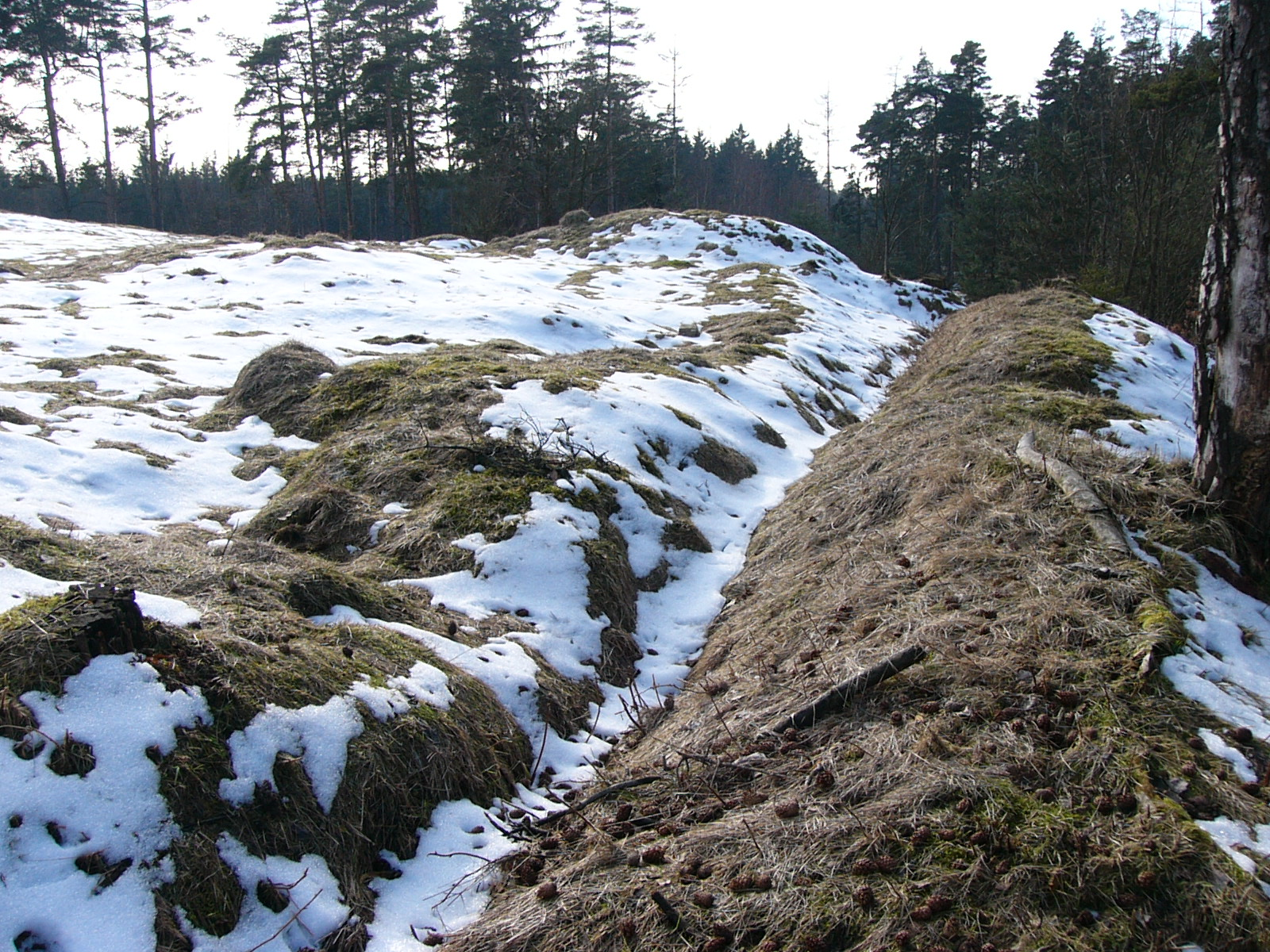
Spuren eines Walls im Norden
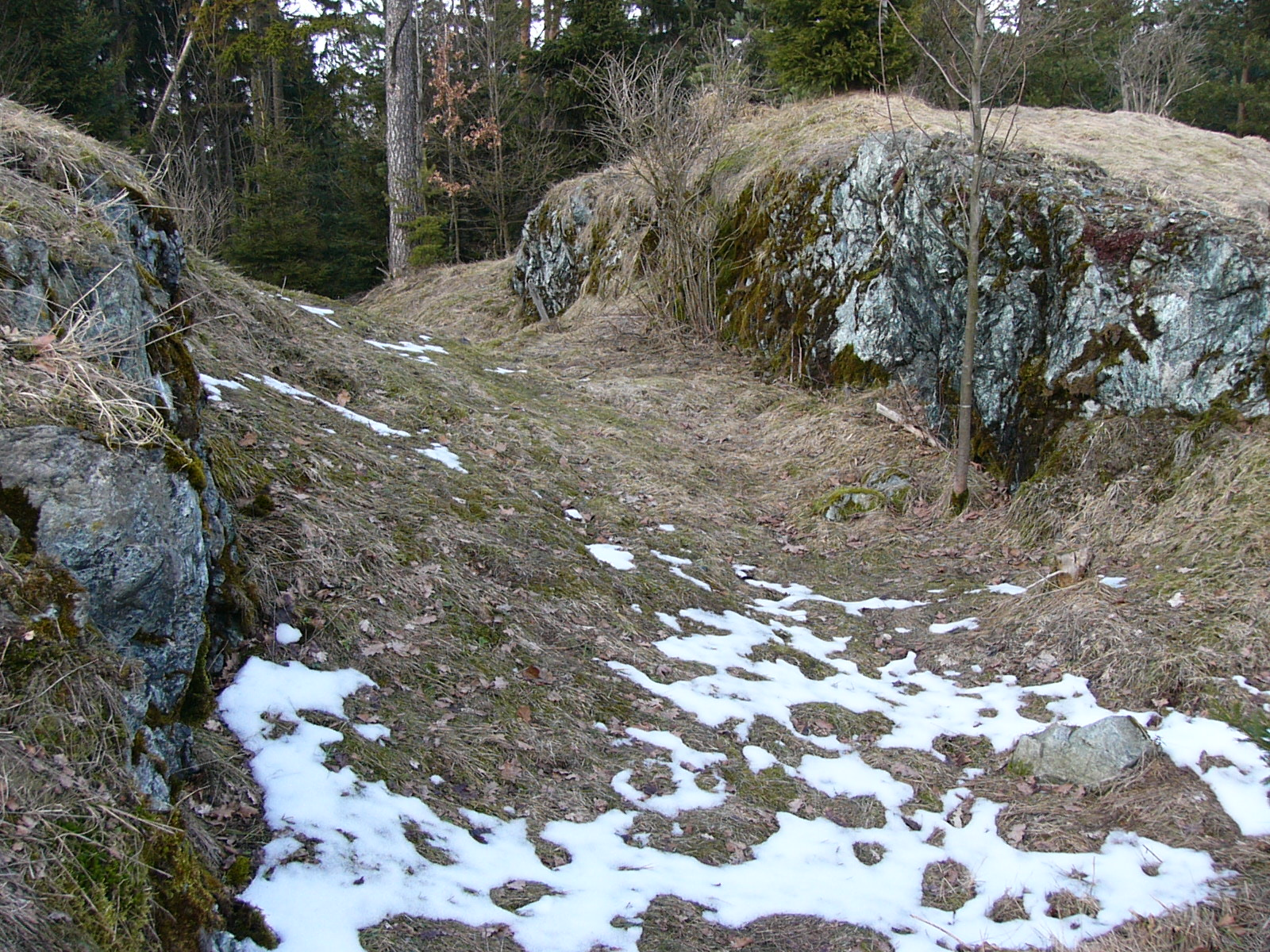
Gefälle im Osten